# Día del Cajón Peruano
El Día del Cajón Peruano es una fiesta que se celebra en Perú cada 2 de agosto, en reconocimiento a este instrumento de percusión emblemático de la música criolla y afroperuana. La declaratoria se realizó mediante Ley N° 30716 promulgada por el Congreso Peruano.
El cajón, instrumento musical de origen peruano que se ha popularizado en todo el mundo gracias al nuevo flamenco, el jazz moderno y la música afro-latina-caribeña, fue reconocido oficialmente en el Perú como «Patrimonio Cultural de la Nación» el 2 de agosto de 2001.
Inicialmente, en el proyecto de ley presentado al pleno del Congreso nacional, la fecha seleccionada para su celebración era el 23 de octubre, en conmemoración del fallecimiento del cajonista Caitro Soto, pero el Ministerio de Cultura sugirió que no se trataba de una buena elección ya que existían otros cajonistas también relevantes que serían ignorados, y que preferentemente se cambiase al 2 de agosto, fecha en que el cajón se declaró patrimonio nacional.